# Stiftelsen Vilhelm Moberg-stipendium
Stiftelsen Vilhelm Moberg-stipendium, även kallat Teaterförbundets Vilhelm Moberg-stipendium, är ett svenskt stipendium som delas ut till unga skådespelare. Det utgår från författaren och dramatikern Vilhelm Moberg, förvaltas och utdelas  av fackförbundet Scen och film (före detta Teaterförbundet). Stipendiet delas ut "till en ung skådespelare eller regissör, som Svenska Teaterförbundet finner förtjänt av en belöning".

## Lista över stipendiater (ej komplett)
- 1965: Håkan Serner
- 1966: Börje Ahlstedt
- 1967: Tord Peterson
- 1968: Margaretha Byström
- 1971: Claire Wikholm
- 1972: Inga Landgré
- 1979: Kim Anderzon
- 1980: Stig Engström
- 1981: Jan Blomberg
- 1989: Cecilia Nilsson
- 1995: Ulf Eklund
- 1996: Elisabeth Frick
- 1998: Gunilla Röör
- 2007: Farnaz Arbabi
- 2013: Åsa Arhammar och Danilo Bejarano[2]
- 2014: Siw Erixon[3]
- 2015: Agneta Ehrensvärd[4]
- 2017: Per Burell[5]
- 2018: Hanna Schön[6]
- 2020: Frida Österberg[7]
- 2021: Kardo Mirza och Carl Harlén[8]
- 2023: Magnus Wetterholm och Helmon Solomon[9]